# Fernando Giner
Fernando Giner Gil (ur. 31 grudnia 1964 w Alborayi) – piłkarz hiszpański grający na pozycji obrońcy. W swojej karierze 11 razy wystąpił w reprezentacji Hiszpanii.

## Kariera klubowa
Karierę piłkarską Giner rozpoczął w klubie Valencia CF. W 1982 roku stał się zawodnikiem pierwszego zespołu Valencii i 4 grudnia 1982 zadebiutował w Primera División w wygranym 4:1 domowym meczu z Salamanką. W kolejnym sezonie grał w rezerwach Valencii w Segunda División B, a w 1984 roku powrócił do pierwszego zespołu. 8 września 1984 w meczu z Espanyolem (5:1) strzelił pierwszego gola w Primera División. W 1986 roku spadł z Valencią do Segunda División i po spadku klubu stał się jego podstawowym zawodnikiem. W 1987 roku Valencia wróciła do pierwszej ligi hiszpańskiej. W 1990 roku Giner wywalczył z Valencią wicemistrzostwo Hiszpanii. W Valencii grał do końca sezonu 1994/1995. W klubie tym wystąpił w 298 ligowych spotkaniach, w których strzelił 14 goli.
Latem 1995 roku Giner odszedł z Valencii do Sportingu Gijón. Zadebiutował w nim 1 września 1995 w zwycięskim 3:0 domowym spotkaniu z Albacete Balompié. W Sportingu grał bez sukcesów przez 2 sezony. W 1997 roku ponownie zmienił klub i przeszedł do Hérculesa Alicante. W sezonie 1997/1998 grał z nim w Segunda División. W 1998 roku został zawodnikiem Levante UD z Segunda División B. W 1999 roku przyczynił się do awansu klubu do Segunda División. W 2000 roku zakończył karierę piłkarską.
| Sezon   | Klub           | Kraj      | Rozgrywki          | Mecze | Bramki |
| ------- | -------------- | --------- | ------------------ | ----- | ------ |
| 1982/83 | Valencia CF    | Hiszpania | Primera División   | 2     | 0      |
| 1983/84 | Valencia CF B  | Hiszpania | Segunda División B | ?     | ?      |
| 1984/85 | Valencia CF    | Hiszpania | Primera División   | 5     | 1      |
| 1985/86 | Valencia CF    | Hiszpania | Primera División   | 11    | 0      |
| 1986/87 | Valencia CF    | Hiszpania | Segunda División   | 43    | 3      |
| 1987/88 | Valencia CF    | Hiszpania | Primera División   | 28    | 4      |
| 1988/89 | Valencia CF    | Hiszpania | Primera División   | 35    | 1      |
| 1989/90 | Valencia CF    | Hiszpania | Primera División   | 21    | 1      |
| 1990/91 | Valencia CF    | Hiszpania | Primera División   | 33    | 1      |
| 1991/92 | Valencia CF    | Hiszpania | Primera División   | 37    | 3      |
| 1992/93 | Valencia CF    | Hiszpania | Primera División   | 24    | 0      |
| 1993/94 | Valencia CF    | Hiszpania | Primera División   | 29    | 0      |
| 1994/95 | Valencia CF    | Hiszpania | Primera División   | 32    | 0      |
| 1995/96 | Sporting Gijón | Hiszpania | Primera División   | 24    | 0      |
| 1996/97 | Sporting Gijón | Hiszpania | Primera División   | 22    | 0      |
| 1997/98 | Hércules CF    | Hiszpania | Segunda División   | 25    | 0      |
| 1998/99 | Levante UD     | Hiszpania | Segunda División B | 32    | 1      |
| 1999/00 | Levante UD     | Hiszpania | Segunda División   | 23    | 0      |

## Kariera reprezentacyjna
W reprezentacji Hiszpanii Giner zadebiutował 17 maja 1991 roku w przegranym 0:2 towarzyskim spotkaniu z Rumunią. W kadrze Hiszpanii od 1991 do 1993 roku zagrał 11 razy, w tym 7 razy w eliminacjach do MŚ 1994, jednak na sam Mundial nie pojechał.
| Mecze i gole w reprezentacji | Mecze i gole w reprezentacji | Mecze i gole w reprezentacji | Mecze i gole w reprezentacji | Mecze i gole w reprezentacji | Mecze i gole w reprezentacji | Mecze i gole w reprezentacji |
| #                            | Data                         | Stadion                      | Rywal                        | Wynik                        | Gol                          | Rozgrywki                    |
| 1991                         | 1991                         | 1991                         | 1991                         | 1991                         | 1991                         | 1991                         |
| ---------------------------- | ---------------------------- | ---------------------------- | ---------------------------- | ---------------------------- | ---------------------------- | ---------------------------- |
| 1.                           | 17.05.1991                   | Cáceres, Hiszpania           | Rumunia                      | 0:2                          | 0                            | towarzyski                   |
| 1992                         |                              |                              |                              |                              |                              |                              |
| 2.                           | 15.01.1992                   | Torres Novas, Portugalia     | Portugalia                   | 0:0                          | 0                            | towarzyski                   |
| 3.                           | 19.02.1992                   | Walencja, Hiszpania          | WNP                          | 1:1                          | 0                            | towarzyski                   |
| 4.                           | 11.03.1992                   | Valladolid, Hiszpania        | Stany Zjednoczone            | 2:0                          | 0                            | towarzyski                   |
| 5.                           | 22.04.1992                   | Sewilla, Hiszpania           | Albania                      | 3:0                          | 0                            | el. MŚ 1994                  |
| 1993                         |                              |                              |                              |                              |                              |                              |
| 6.                           | 24.02.1993                   | Sewilla, Hiszpania           | Litwa                        | 5:0                          | 0                            | el. MŚ 1994                  |
| 7.                           | 31.03.1993                   | Kopenhaga, Dania             | Dania                        | 0:1                          | 0                            | el. MŚ 1994                  |
| 8.                           | 28.04.1993                   | Sewilla, Hiszpania           | Irlandia Północna            | 3:1                          | 0                            | el. MŚ 1994                  |
| 9.                           | 02.06.1993                   | Wilno, Litwa                 | Litwa                        | 2:0                          | 0                            | el. MŚ 1994                  |
| 10.                          | 13.10.1993                   | Dublin, Irlandia             | Irlandia                     | 3:1                          | 0                            | el. MŚ 1994                  |
| 11.                          | 17.11.1993                   | Sewilla, Hiszpania           | Dania                        | 1:0                          | 0                            | el. MŚ 1994                  |